# Gilia tricolor
Gilia tricolor és una èspecie de plantes amb flor anuals del gènere Gilia, de la família de les phlox (Polemoniaceae). És originària de la Vall Central de Califòrnia, als EUA i els contraforts de Sierra Nevada i les serralades costaneres a Califòrnia. Els seus hàbitats natius inclouen planes obertes i herbades i vessants per sota dels 610 m.
Als Estats Units, on rep els noms de Bird's eyes i Bird's eyes Gilia, s'utilitza principalment amb finalitats decoratives.

## Varietats i subespècies
- Gilia tricolor var. difusa (Congd.) Mason i A. D. Grant
- Gilia tricolor ssp. difusa (Congd.) Mason i A. Grant
- Gilia tricolor ssp. tricolor Benth